# 溪东乡
溪东乡，是中华人民共和国福建省南平市松溪县下辖的一个乡镇级行政单位。

## 行政区划
溪东乡下辖以下地区：
东源村、雷畲村、朱源村、溪东村、西边村、举上村、古弄村、西洋村、周墩村、竹洋村和溪源村。